# Samoussy
Samoussy és un municipi francès situat al departament de l'Aisne i a la regió dels Alts de França. L'any 2007 tenia 369 habitants.

## Demografia

### Població
El 2007 la població de fet de Samoussy era de 369 persones. Hi havia 154 famílies de les quals 26 eren unipersonals (13 homes vivint sols i 13 dones vivint soles), 73 parelles sense fills, 51 parelles amb fills i 4 famílies monoparentals amb fills.
La població ha evolucionat segons el següent gràfic:
Habitants censats

### Habitatges
El 2007 hi havia 163 habitatges, 154 eren l'habitatge principal de la família, 3 eren segones residències i 7 estaven desocupats. 162 eren cases i 1 era un apartament. Dels 154 habitatges principals, 135 estaven ocupats pels seus propietaris, 17 estaven llogats i ocupats pels llogaters i 2 estaven cedits a títol gratuït; 1 tenia dues cambres, 9 en tenien tres, 41 en tenien quatre i 104 en tenien cinc o més. 124 habitatges disposaven pel capbaix d'una plaça de pàrquing. A 63 habitatges hi havia un automòbil i a 88 n'hi havia dos o més.

### Piràmide de població
La piràmide de població per edats i sexe el 2009 era:
| Homes | Edats   | Dones |
| ----- | ------- | ----- |
| 0     | 95 o +  | 0     |
| 0     | 90 a 94 | 0     |
| 0     | 85 a 89 | 4     |
| 4     | 80 a 84 | 0     |
| 8     | 75 a 79 | 12    |
| 8     | 70 a 74 | 8     |
| 8     | 65 a 69 | 0     |
| 0     | 60 a 64 | 0     |
| 8     | 55 a 59 | 0     |
| 12    | 50 a 54 | 8     |
| 20    | 45 a 49 | 24    |
| 28    | 40 a 44 | 28    |
| 8     | 35 a 39 | 16    |
| 8     | 30 a 34 | 12    |
| 12    | 25 a 29 | 16    |
| 9     | 20 a 24 | 8     |
| 28    | 15 a 19 | 12    |
| 20    | 10 a 14 | 8     |
| 0     | 5 a 9   | 8     |
| 4     | 0 a 4   | 8     |

## Economia
El 2007 la població en edat de treballar era de 275 persones, 199 eren actives i 76 eren inactives. De les 199 persones actives 180 estaven ocupades (98 homes i 82 dones) i 18 estaven aturades (5 homes i 13 dones). De les 76 persones inactives 41 estaven jubilades, 16 estaven estudiant i 19 estaven classificades com a «altres inactius».

### Ingressos
El 2009 a Samoussy hi havia 140 unitats fiscals que integraven 354 persones, la mediana anual d'ingressos fiscals per persona era de 20.117 €.

### Activitats econòmiques
Dels 6 establiments que hi havia el 2007, 3 eren d'empreses de construcció, 1 d'una empresa d'hostatgeria i restauració, 1 d'una empresa immobiliària i 1 d'una empresa de serveis.
Dels 4 establiments de servei als particulars que hi havia el 2009, 1 era un paleta, 1 guixaire pintor, 1 lampisteria i 1 restaurant.
L'any 2000 a Samoussy hi havia 3 explotacions agrícoles.

## Poblacions més properes
El següent diagrama mostra les poblacions més properes.